# Polystira florencae
Polystira florencae is een slakkensoort uit de familie van de Turridae. De wetenschappelijke naam van de soort is voor het eerst geldig gepubliceerd in 1934 door Paul Bartsch. De soort werd gevonden nabij de kust van Puerto Rico. De schelp van het type-specimen heeft een lengte van ongeveer 33 mm en een grootste diameter van 9 mm en telt 12 windingen.